# Phlogiellus brevipes
Phlogiellus brevipes là một loài nhện trong họ Theraphosidae.
Loài này thuộc chi Phlogiellus. Phlogiellus brevipes được Tord Tamerlan Teodor Thorell miêu tả năm 1897.